# Brendan Canty
Brendan Canty, nascido a 17 de janeiro de 1992 em Frankston, é um ciclista australiano que milita no conjunto EF Education First-Drapac.

## Palmarés
2015
- 1 etapa do Tour de Beauce

2016
- 1 etapa da Volta à Áustria
- 2º no Campeonato Oceânico em Estrada

## Resultados nas Grandes Voltas
Durante sua carreira desportiva tem conseguido os seguintes postos nas Grandes Voltas:
| Corrida         | 2015 | 2016 | 2017 | 2018 |
| --------------- | ---- | ---- | ---- | ---- |
| Giro de Itália  | -    | -    | -    | -    |
| Tour de France  | -    | -    | -    | -    |
| Volta a Espanha | -    | -    | 113º | -    |

-: não participa
Ab.: abandono